# Котляров Ярослав Ігорович
Яросла́в І́горович Котляро́в (нар. 19 листопада 1997, Єнакієве, Донецька область) — український футболіст, воротар «Металурга».

## Життєпис
Ярослав Котляров народився 19 листопада 1997 року в місті Єнакієве Донецької області. Спочатку виступав у єнакієвському філіалі донецького «Шахтаря», але з 12 років продовжив навчання в молодіжній академії донецького «Олімпіка». У 2011 році у складі команди виступав на молодіжному турнірі в польському місті Познань. У квітні 2014 року переведений до основної команди. На дорослому професіональному рівні дебютував у матчі Першої ліги чемпіонату України проти краматорського «Авангарда».
У сезоні 2013/14 у складі донецького «Олімпіка» став переможцем Першої ліги та здобув право з наступного сезону виступати у Прем'єр-лізі. Проте у вищому дивізіоні України дебютував лише через два роки, у сезоні 2016/17, коли 28 серпня 2016 року в матчі проти львівських «Карпат» Котляров вийшов на поле замість травмованого основного воротаря команди Заурі Махарадзе. Незважаючи на це Котляров не зумів зобути собі місце основного воротаря і за сезон зіграв лише у 3 матчах чемпіонату.
В липні 2017 року був відданий в оренду до кінця року в першоліговий харківський «Геліос», але не став там основним гравцем, через що другу половину сезону провів у друголіговому «Суднобудівнику», а влітку 2018 року перейшов у «Кремінь»

## Досягнення
- Перша ліга чемпіонату України
  -  Переможець: 2013/14